# Семитология
Семитоло́гия — раздел сравнительного языкознания, занимающегося семитскими языками, которые являются ветвью афразийской макросемьи.
Семитология является академической дисциплиной, основателями которой считаются Теодор Нёльдеке и Карл Броккельман. Преподаётся во многих университетах России и мира.

## История исследований
Исследования этих языков началось довольно рано — ещё филологи раннего средневековья проводили грамматические изучения и сравнения арабского, древнееврейского и арамейских языков. Обычно целью таких работ было желание лучше читать и понимать различную религиозную литературу. Арабские грамматисты VIII века — Сибавейхи, Халиль аль-Фарахиди, IX века — аль-Асмаи; сирийские грамматисты VII века — Яков Эдесский, XI века — Илья Тирханский, XII века — Яков бар Эбрей; еврейские грамматисты X—XI веков — Йегуда бен Давид Хайюдж, Ибн Джанах, Йегуда ибн Курайш, Ибн Барун, XII—XIII веков — Давид Кимхи. Некоторое влияние на труды по зарождавшейся семитологии оказывали византийские грамматисты.
В Европе изучение языков семитской ветви началось в эпоху классического гуманизма (XV—XVI века), видными исследователями занимавшимися этим вопросом были И. Рейхлин, И. Буксторф Старший, Ю. Ц. Скалигер. В своих работах они обычно использовали еврейскую языковедческую традицию. В XVII—XVIII веках голландские учёные положили начало арабистике, в XVIII веке французский аббат Ж. Бартелеми расшифровал финикийские надписи, в XIX веке были изданы важнейшие грамматики, словари, исторические обзоры, каталоги и критические издания рукописей, своды эпиграфических памятников, в том числе «Corpus Inscriptionum Semiticarum» (с 1881 г., Париж).
К концу XIX века выделились в отдельные дисциплины ассириология и арабистика, сама семитология в этот время являлась вспомогательной дисциплиной к библеистике. Наиболее значимые немецкие исследователи периода — Т. Нёльдеке, В. Гезениус (древнееврейский словарь и грамматика), Ю. Вельхаузен, Р. Киттель (библеистика), Ф. Преториус и К. Ф. А. Дильман (эфиопистика), М. Лидзбарский (эпиграфика), К. Броккельман (сравнительная грамматика семитских языков); французские учёные — А. И. Сильвестр де Саси, Э. М. Катрмер; венгерский учёный — И. Гольдциер (арабистика).
В XX веке изучение семитских языков развивалось на базе нового материала, собранного многочисленными научными экспедициями, в 1947 г. некоторый переворот в библеистике создали находки Кумранских рукописей. С 30‑х гг. XX века, в результате дешифровки письменности Угарита Ш. Виролло и Х. Бауэром, выделилась новая ветвь семитологии — угаритоведение. Наиболее значимые исследователи XX века — П. Э. Кале, П. Леандер, Г. Бергштрессер, И. Фридрих (Германия); Дж. Х. Гринберг, И. Дж. Гелба, С. Гордон, В. Леслау (США); Ж. Кантино, А. Дюпон-Соммер, М. Коэн, Д. Коэн (Франция); Г. Р. Драйвер, леди М. Дроуэр (Великобритания); С. Москати, Дж. Гарбини, П. Фрондзароли (Италия), К. Петрачек (Чехословакия), Й. Айстлейтнер (Венгрия), Э. Бен Йехуда, Х. М. Рабин, Э. Й. Кучер (Израиль). В наши дни кафедры семитологии существуют почти во всех университетах мира.

## Дисциплины
Арабистика и ассириология выделились из семитологии в самостоятельные дисциплины.
- арамеистика
- библеистика
- гебраистика
- сабеистика
- угаритоведение
- эфиопистика